# Хипербарична врећа
Хипербарична врећа или преносна висинска комора, је специјално конструисана, преносна хипербарична комора, намењена за лечење умерених и изражених знакова и симптома висинске болести и њених компликација, на великим и екстремним висинама, код планинара, алпиниста, војника, носача терета … у планинским условима. Ову оригиналну преносну хипербаричну врећу, коју је измислио је др Игор Гамоу са Универзитета у Колораду, многи сматрају тренутно сматрају златним стандардом, за лечење угрожених планинара све до њиховог повратка на безбедну надморску висину.

## Називи
Хипербарична врећа — Гамоу хипербарична врећа — Гамоу врећа (енгл. Gamow-bag) — Преносна хипербарична комора (енгл. Portable Hyperbaric Chamber).

## Предуслови
Сваке године више од 37 милиона путника, планинара и алпиниста широм света посећује високе (преко 2.500 m) и екстремно високе (преко 5.300 m) планинске пределе.
Процењује се да 420 милиона људи стално живи у планинским регионима, од тога 40 милиона у регионима изнад 2.500 m и 25 милиона на надморским висинама изнад 3.500 m.
Између великих и екстремних висина, постоје разлике, као и између планинара и начина планинарења. Док је неки планинар у тренингу (који се обично одвија испод 5.500 m), смртност од висинске болести само 0,01% (један од 10.000 пењача умире током трениинга), ризик од болести или повреде у висинском планинарењу је око 25%. Смртност је 3% у висинском планинарењу (три од 100 планинара умире од висинске болести), што је 300 пута више од смрртности класичног планинарењу.
У условима хладноће, екстремних временских промена и природне радијације која превладава на великим и екстремним висинама, ипак је снижени парцијални притисак гасова и недостатак кисеоника тај који угрожава животе људи током њихоовог боравка у овим регионима.  Сваки неуспех експедиције на великим надморским висинама, на било који начин условљен је тиме. У висинским условима може настати акутна хипобарична хипоксија која може да доведе до неког од следећох облика болести:
- Акутне висинске болести
- Акутног висинског едема плућа
- Акутног висинског едема мозга

Полазећи од наведених чињеница данас је у свету развијен посебан концепт  хитне медицинеске помоћи свих облика акутне висинске болести, у најпосећенијим планинарским и алпинистичким центрима,што је значајно утицало на смањење смртности међу планинарима током успона на високе и есктремне надморске висине.

## Историја
Рустем Игора Гамоу (енгл. Rustem Igor Gamow 1935 — 2021) - научник, професор микробиологије на Универзитету Колорадо класициста, авантуриста – проналазач прве хипербаричне вреће, коју је званично патентирао 1990. под називом Гамоу врећа-торба (енгл. Gamow bag), и коју је у свом првом објављеном чланку описао као: 
...Самостални систем за одржавање живота применом преносиве хипербарне коморе.
Прва истраживања Гамоу је започео, у тада јако гломазним хипербаричним коморама, средином осмадесетих година, да би на крају из тих истраживања, настала лака, меке преносива хипербарична комора која изгледа као огромна врећа за спавање (Гамоу врећа-торба), у коју се могла сместити једна особа.  Овај његов патент омогућаваоје планинарима да избегну висинску болест подизањем околног притиска. 
Гамоу врећа, је до данас сачувала на десетине живота, а њен први корисник, био је француски алпиниста кога је Гамоу упознао случајно током првих тестирања вреће у Непалу 1988. Гамоу врећа је такође коришћена током тестирања и за лечење скијаша (са знацима висинске болести) у скијашком центру у Колорадо Рокиу (енгл. Colorado Rockies), под крилатицом:
...Они који су болесни данас моћи ће скијати наредни дан..... Гамоу врећа, је толико добра да се може успешно користи и на летовима спејс-шатла....}}

## Конструкција
Хипербарична врећа, која у испумпаном стању личи на врећу за спавање, је лака преносна барокомора, која је у надудом стању, ваљкастог облика, дужине 213 cm и ширине 53,5 cm). Произведена је од издржљивог најлона, са спољне стране, ојачана армираним кружним најлон каишевима. Кроз отвор, који се затвара рајсфершлусом, омогућен је приступ болеснику у хипербаричну врећу. 
На врећи се налазе четири прозора који омогућавају визуелни контакт током третмана, два сигуроносна вентила за регулацију притиска, манометар за контролу притиска у хипербаричној врећи (са спољне стране) или висиномер у унутрашњости вреће, прикључак за ножну пумпу и компресор (опционо). Када је ван употреба врећа се пакује у специјалну торбу (малих димензија, тежине од 8 — 15 kg), конструисану за лако преношење и чување хипербаричне вреће.
Притисак у хипербаричној врећи и њено проветравање постиже се упумпавањем ваздуха преко специјалне ножне пумпе, или компресора малих димензија на електрични погон и испусних вентила. Ваздух у хипербаричној врећи упумпава се до притиска од 105 mmHg, (што на пример на висини од 4.250 m у врећи ствара услове који су еквивалентни надморској висини од 2.100 m).

### Стварна и симулирана висина у хипербаричној врећи
Због експоненцијалног пада притиска са повећањем надморске висине, у хипербаричној врећи се симулира „силазак” са висине, надпритиском који зависи од надеморске висине на којој се она примењује.
| Стварна висина у метрима | Симулирана висина у метрима |
| ------------------------ | --------------------------- |
| 4.000                    | 1.650                       |
| 5.000                    | 2.450                       |
| 6.000                    | 3.100                       |
| 7.000                    | 3.850                       |
| 8.000                    | 4.500                       |

## Поступак
Кроз отвор на врећи смешта се болесник. Врећа се затвара рејсфершлусом који се са спољне стране осигурава кружним најлон каишевима,(да не би дошло до оштећења рајсвершлуса повишеним притиском у врећи и њене нагле расхерметизације). Ножном пумпом врши се удувавање ваздуха све до достизања притиска, што се манифестује изласком вишка ваздуха кроз растеретни сигуроносни вентил који је подешен на притисак од 105 mmHg. Осим ако је у врећу смештен апсорбер угљен-диоксида (сода лајм или натрон креч) врећа се мора допумпавати више пута у једној минути (према упутсву произвођача вреће), у циљу проветравања свежим ваздухом и одржавања константног задатог притиска ваздуха.
Компресија (увећање притиска) и декомпресија (снижење притиска) у врећи мора се регулисати лаганим упумпавањем или испуштањем ваздуха уз непрекидни разговар са болесником, како би се избегла појава баротрауматског оштећења ува. У случају појаве бола у уву успорава се или привремено зауставља удувавање/издувавање ваздуха. Током многобројних употреба вреће, нису забележени случајеви баротрауме.
Пошто се код појединих болесника јавља ортопнеја, према потреби болесник са тешком акутном висинском болешћу плућа може да се заједно са врећом постави на чврсту површину са издигнутим узлављем од 30 — 40 cm. Међутим, како се врло брзо, под дејством притиска, поправља ортопнеја унутар вреће, овај маневар обично није потребан.
Код тежих поремећаја дисања у циљу бољих резултата лечења, заједно са болесником у врећу се уноси боца са кисеоником из које се у дисајне путеве болесника брзином од 4—6 лит/мин пропушта кисеоник преко кисеоничке маске за лице или носне каниле. На овај начин постижу се бољи резултати лечења у хипербаричној врећи, за много краће време уз значајну уштеду драгоценог кисеоника (који је на висини увек у дефициту).

## Протокол лечења
Протокол лечења у хипербаричној врећи зависи од врсте болести и тежине поремаћаја, а само лечење у хипербаричној врећи треба сматрати, као користан (али привремен) начин лечења, који треба да привремено олакша тегобе болеснику и спречи тешке па и смртне последице.
| Болест                     | Терапија |
| -------------------------- | --- |
| Висинска болест            | - Ова болест се у хипербаричној врећи у просеку лечи од 1-2 часа. - Трајање лечења зависн од врсте и тежине знакова и симптома болести.                                                                  |
| Акутни висински едем плућа | - Ова болест настаје као као компликација висинске болести. - Лечи се у врећи око 4 часа или до ублажавања симптома.                                                                                     |
| Акутни висински едем мозга | - Ово је најтежа компликација висинке болести, која може бити удружена и са акутним висионским едемом плућа. - Захтева најдужи боравак оболелог у хипербаричној врећи, који у просеку траје до 6 часова. |

Хипербарична врећа даје довољно времена да се након стабилизације дисања и општег стања организма, болесник што пре спусти на нижу надморску висину, где ће трајно санирати све знаке и симптома болести и примити потпуну медицинску помоћ. Спуштање на нижу надморску висину примењује се обично у већини случајева, и основни је принцип лечења висинске болести и њених компликација.
Како на великим висинама владају ниске температуре (а болесник у врећи лежи непомично више часова) треба га сместити у врећу за спавање, а према потреби опремити и термосом са топлим напитком (заслађен чај). Насупрот томе, ако је врећа на сунцу, треба је заклонити од директног дејства сунчеве светлости, (која дејствује интензивније на висини) и може изазвати прегревања болесника.

## Контраиндикације
Контраиндикације за третман у хипербаричној врећи, могу бити апсолутне и релативне:

##### Апсолутне контраиндикације
За коришћење хипербаричне вреће, апсолутна контраиндикација је одсуство спонтаног дисања, јер се у врећи без присуства другог лица не може спроводити асистирано - вештачко дисање.. 
Да би се избегле апсолутне контраиндикације постоје и  „хипербарични шатор“ („Гамоу шатор“, који је око два пута већег пречник од стандардне хипербаричне вреће), намењени за смештај истовремено два лица (болесник и пратиоца) или два болесника истовремено. У такав шатор може да се смести медицинско особље заједно са болесником у критичном стању и потребна опрема, Ови „ шатори“ користе се и за лечење деце заједно са једним од родитеља.

##### Релативне контраиндикације
За примену хипербаричне вреће, релативне контраиндикације су;
- Тешка оштећења ува, (мада је ризик од баротрауме ува минималан, а некад и безначајан, ако се ради о спасавању живота),
- Тешки поремећаји дисања,
- Дубока кома (због немогућности интубације дисајних путева),
- Тешки облици клаустрофобије.